# میمی پاولسون-فبو
میمی پاولسون-فبو (انگلیسی: Mimmi Paulsson-Febo؛ زادهٔ ۱ ژوئن ۱۹۹۴) بازیکن فوتبال اهل سوئد است.